# レイデオロ
レイデオロ（欧字名:Rey de Oro、2014年2月5日 - ）は、日本の競走馬、種牡馬。
2017年の東京優駿（日本ダービー）（GI）優勝馬。2017年のJRA賞最優秀3歳牡馬、2018年のJRA賞最優秀4歳以上牡馬である。

## 概要
2014年、北海道安平町のノーザンファームで生産された2004年東京優駿（日本ダービー）優勝馬キングカメハメハ産駒の牡馬である。ハイクレアやウインドインハーヘアから続く牝系を受け継ぎ、祖母はレディブロンド、母はラドラーダであった。キャロットファームが所有し、祖母や母、母父シンボリクリスエスと同じ美浦トレーニングセンターの調教師藤沢和雄に管理されて競走馬となり、騎手クリストフ・ルメールと成り上がった。
2016年、2歳10月に新馬戦を制した後、葉牡丹賞（500万円以下）とホープフルステークス（GII）を連勝して重賞初勝利を挙げ、クラシック戦線に加わった。年をまたいだ2017年は一頓挫あって前哨戦を使えず、皐月賞（GI）に直行して敗退。続く東京優駿（GI）ではスローペースの後方という不利を被ったが、ルメールが勇んで「まくり」策で覆し戴冠。父仔制覇を果たし、藤沢やルメールなどに初めてとなるダービータイトルをもたらしていた。秋には神戸新聞杯（GII）を優勝、ジャパンカップ（GI）で古馬に挑み、シュヴァルグランに次ぐ2着となった。
古馬となってからは、2年連続でドバイシーマクラシック遠征をするも勝利できなかった。それでも国内では、2018年のオールカマー（GII）を優勝、続く天皇賞（秋）（GI）で同期のサングレーザーやキセキ、アルアインなどを下して連勝しGI2勝目を果たした。競走生活晩年となる2019年は勝利から遠ざかった。17戦7勝、GI2勝を挙げて9億円を超える賞金を獲得した。

## デビューまで

### 幼駒時代
2番仔は、牧場の同期のなかでも離乳が遅く、母と長い時間を過ごした。離乳して自立した後は、同期のなかでも強い精神力の持ち主となり、放牧中に集団を牽引する存在となった。他の馬を脅迫して付き従わせるようなボスではなく、力を示さずとも自然にトップを君臨するようなリーダーとなるなど賢い一面があった。1歳をノーザンファームイヤリングで過ごした後、10月中旬にノーザンファーム空港で後期育成が施された。母と同様にキャロットファームの所有として競走馬となる。

キャロットファームの勝負服

キャロットファームでは「緻密に削り出された彫刻を連想させる、バランスのとれた馬体、皮膚の薄さは特筆モノ（中略）走る馬はこうあるべきと思わず頷いてしまうほどの出来映え（中略）将来が嘱望される1頭」などとの売り文句が附されて出資会員の募集がなされた。一口15万円の全40口、総額6000万円の条件で売り切れ、満口となった。父キングカメハメハ、母ラドラーダから連想されてスペイン語で「黄金の王」を意味する「レイデオロ」という競走馬名が与えられた。レイデオロは、母や母父、母母と同様に藤沢が担当することになった。ノーザンファーム空港からノーザンファーム天栄を経て、2歳、2016年5月に美浦の藤沢厩舎に入厩した。デビュー前のゲート試験を合格すると、再び天栄に戻って調整されて、秋のデビューとなる。藤沢はデビューする前から、レイデオロの能力に手応えがあった。
祖母レディブロンドが短距離GIに出走するようなスプリンター、母ラドラーダもマイル以下を主戦場にしていたように前進気勢に富む一族、藤沢によれば「走るのが大好きな血統」であったという。レイデオロもまた前進気勢に富み、調教でも頻繁に引っ掛かっていた。しかし手が付けられないほど深刻ではなかった。祖母と母とは異なって完全にスプリンターの体形ではなかったため、中長距離路線での成り上がりを目指した。牧場では、その前進気勢を抑制することなく、可能な限り尊重する形で育成が施されており、集団調教では、前に馬を置いて前進を我慢させたりしながら、節度のある前進気勢を身につけていった。豊かな前進気勢は、競走馬としてデビューしてからしばらく続くこととなる。出走前のパドック周回はテンションが高く、走る気持ちに溢れていた。後にノーザンファームの吉田俊介は「繊細で、返し馬でも持って行かれそうな怖さがある。それもあって、鞍上は変えたくない馬」であると述べている。

## 競走馬時代

### 2歳（2016年）
10月9日、東京競馬場の新馬戦（芝2000メートル）でデビューとなる。鞍上には、この日の毎日王冠でアンビシャスに騎乗するために東京にいたクリストフ・ルメールが起用され、この後、ルメールとともに成り上がりを果たすこととなる。16頭立てとなる中、単勝オッズ1.7倍の1番人気だった。スタートから好位の5番手を追走した後、直線で進出。終いで先に抜け出した馬を差し切り、突き放した。後方に1馬身4分の1差をつけて先頭で決勝線を通過し、初出走初勝利を挙げた。
続いて藤沢は、11月に行われる東京スポーツ杯2歳ステークスで重賞初参戦を予定したが、ルメールには先約があり、コンビ継続が難しかった。翌年のクラシックを見据える陣営は、名手ルメールを手放したくなかった。そこで予定を変更して重賞参戦を見送り、12月3日、中山競馬場開催の芝2000メートルの葉牡丹賞（500万円以下）に参戦していた。再び1.7倍の1番人気という支持を集める中、スタートから打って変わって控えて、後方を追走した。短い直線に差し掛かり、大外に持ち出しながら末脚を発揮し、先に抜け出したコマノインパルスを差し切り、そして突き放していた。1馬身差をつけて決勝線に到達し、2連勝を果たした。

それから12月25日、ホープフルステークス（GII）で重賞初挑戦となる。サングレーザーや重賞3着のグローブシアターとの対決となったが、1.5倍の1番人気に推された。葉牡丹賞からわずか2週間という短い間隔だったが、強気に出走を決めていた。
不格好な形のままスタートが切られて出遅れ、後方追走を余儀なくされた。それでも第3コーナーから先行馬群に突っ込みながら盛り返し、最終コーナーを好位集団の背後まで進出した。最後の直線コースで馬群を割ってから末脚を発揮すると、他の馬をすべて差し切って先頭を奪取していた。内からマイネルスフェーンが追い込んでいたが、反対に突き放して独走だった。1馬身4分の1差をつけて決勝線に到達し、無傷の3連勝で重賞初優勝を果たした。
3戦3勝で終えたこの年のJRA賞では、最優秀2歳牡馬部門で票を得たが11票に留まり、朝日杯フューチュリティステークス優勝のサトノアレスには叶わなかった。最優秀2歳牡馬に輝いたサトノアレスは、同じく藤沢厩舎だった。さらに2歳牝馬限定のGIである阪神ジュベナイルフィリーズを優勝し最優秀2歳牝馬に輝いたソウルスターリングもまた藤沢厩舎、そしてルメールが導いていた。藤沢は、史上初めてとなる同一年の2歳GI独占を成し遂げていた。その育成方針から、奥手な競走馬になる傾向がある藤沢厩舎だったが、翌年は牡牝に有力馬を抱えてクラシックに挑むこととなる。しかも牡牝両方に、ルメールを確保していた。

### 3歳（2017年）

#### 皐月賞
クラシック初戦の皐月賞参戦に向けては、トライアル競走の弥生賞やスプリングステークスを前哨戦にする予定だった。しかしホープフルステークスの後にソエを発症するなど疲労が目立ち、回復に時間がかかったためにトライアル競走での復帰は叶わず、異例の皐月賞直行が選択された。前年暮れに敢行した葉牡丹賞からホープフルステークスの連戦連勝は、賞金面や中山のコース経験などの不安解消という面では大いに効果的だった。しかしクラシック直前になって、その反動に祟られる報いを受けることになった。目先のクラシックに囚われずその後の将来も考える藤沢にとって、2歳戦からの本番直行という異例のローテーションは、1999年にスティンガーで敢行していた。連闘で阪神3歳牝馬ステークスを戴冠した後、牝馬クラシック初戦の桜花賞に直行していた。12着で戴冠は叶わなかったがここで消耗せずに長く活躍、理念に適った長い馬生を叶えていた。

レイデオロは、トライアル競走が行われている最中の3月14日に、天栄から帰厩して調整を再開し、4月16日の皐月賞（GI）に参戦した。この年のクラシックの牡馬戦線は、傑出した馬がおらず混戦とされていた。2歳戦線は、異端のブレスジャーニーが良血馬を続けて破るなど波乱が起こり、2歳重賞で1番人気に応えた牡馬はレイデオロのみだった。頼みのブレスジャーニーはクラシックを前に故障してリタイアとなり、レイデオロは直行という不安要素があった。またブレスジャーニーとレイデオロ不在の朝日杯フューチュリティステークスでは、牝馬のミスエルテが1番人気に推されるなど、牡馬勢は総じて頼りなかった。

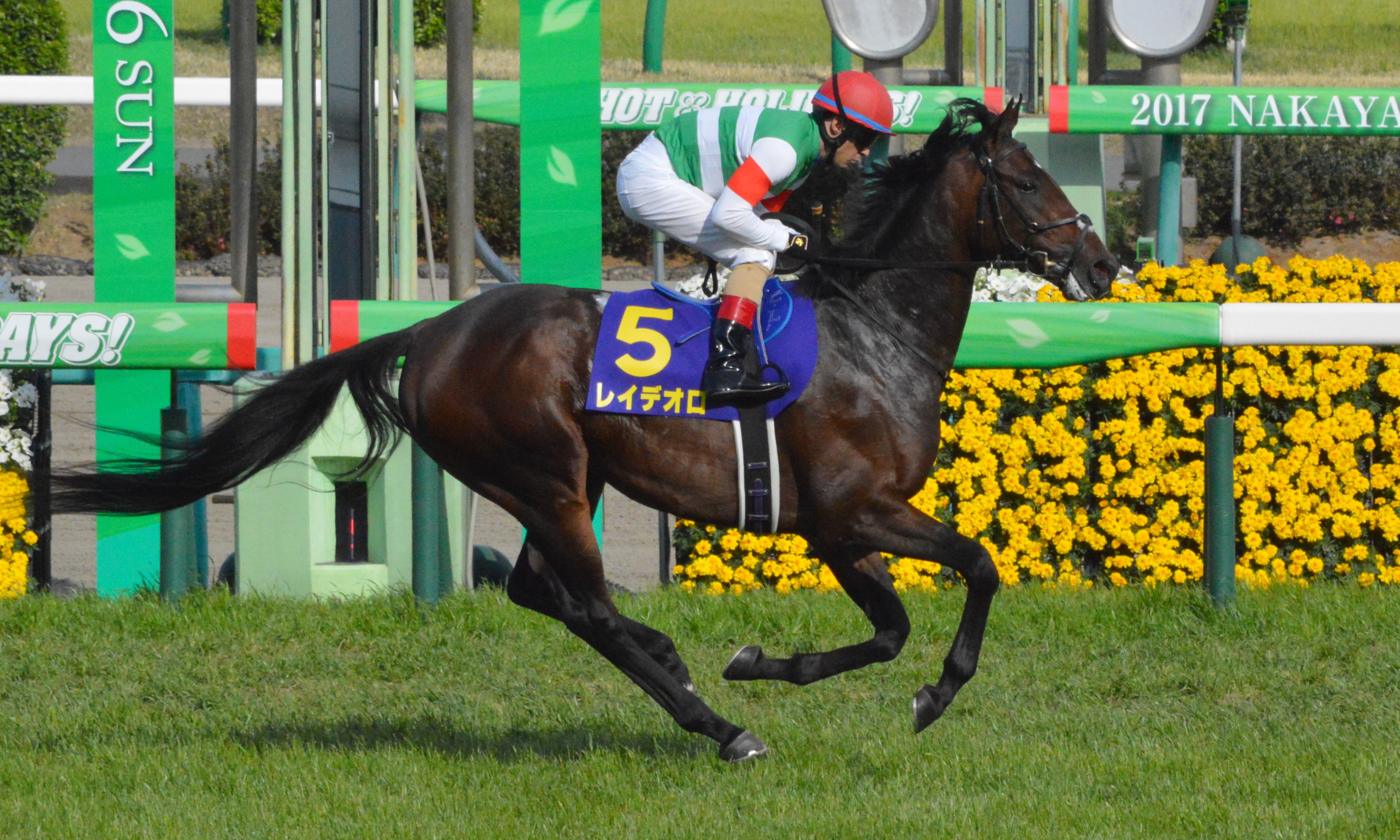
皐月賞

そして迎えた本番の皐月賞でも、牡馬勢は心許なかった。別路線から飛び込んできた牝馬、フラワーカップ優勝から桜花賞参戦を見送り挑んできた無敗のファンディーナが1番人気に奪われた。以下牡馬勢、共同通信杯優勝のスワーヴリチャード、弥生賞優勝のカデナ、アーリントンカップ優勝のペルシアンナイトという前哨戦優勝組が占め、それに続く10.4倍の5番人気がレイデオロだった。

内枠のスタートから主張せずに後方内側を追走し、終いは内に潜って馬群を割って進出したが、上位争いは遥か前方で繰り広げられていた。先行して先に抜け出していたアルアインやペルシアンナイト、ダンビュライト、クリンチャーには、展開的に敵わなかった。トライアル競走ではなく別路線の毎日杯優勝から臨んだアルアインが優勝し、それに約2馬身以上後れを取る5着だった。
初の敗北となったが、休み明け初戦ながら上がり3ハロン・末脚はメンバー中2番目に早いものを繰り出していたため、陣営は悲嘆に暮れなかった。ルメールは、直線の長い東京競馬場で行われる東京優駿での上昇を期待するようになった。この後は天栄滞在を経て、5月4日に帰厩し東京優駿を目指した。

#### 東京優駿（日本ダービー）
5月28日、クラシック第二弾・最高峰の東京優駿（日本ダービー）（GI）に参戦となる。この1週間前、同条件の牝馬クラシックの優駿牝馬（オークス）に藤沢とルメールは、ソウルスターリングで挑んでいた。レイデオロと同様に牝馬クラシック初戦の桜花賞で3着で初敗北を喫したソウルスターリングだったが、続く優駿牝馬で巻き返して優勝を果たしていた。このため藤沢とルメールは、レイデオロで2週連続クラシック優勝を狙う機会に恵まれた。初めてとなる東京競馬場参戦だったが、陣営は適性があると見込んでいた。"前哨戦"の皐月賞を叩いたことで状態も上向いて程よく気合が乗っており、当日のパドック周回は、溢れる気合を宥めるために2人で曳かれていた。

皐月賞は接戦での決着となり、混戦模様を覆すような新星は現れなかった。1800メートルの毎日杯を優勝したアルアイン、マイルのアーリントンカップを優勝したペルシアンナイトなど短い距離を走った馬が上位を占めており、2400メートルの東京優駿に直結するか疑問視されていた。皐月賞トライアル組など既存勢力が揃って頼りなくある中で、皐月賞不出走組やダービートライアル組、あるいは不安を抱えたまま皐月賞に挑み敗れた面々が信頼されるようになった。1番人気から5番人気までが3倍台から8倍台でひしめき、皐月賞同様に「混戦」とされる中、アドミラブルがトライアル・青葉賞優勝馬として史上初めてとなるダービー1番人気となり、3.5倍だった。次いで叩き2戦目の皐月賞5着レイデオロが5.3倍、右回りが合わず皐月賞6着スワーヴリチャードが5.9倍、皐月賞優勝アルアインが6.3倍、毎日杯2着から皐月賞を見送り参戦したサトノアーサーが8.0倍の5番人気だった。
6枠12番からスタートしたレイデオロは、主張せずに後方を追走した。前方では横山典弘とマイスタイルがハナを奪取して単騎で逃げ、横山は落ち着いたペースで先導していた。レイデオロのルメールは、最初の300メートルを通過した時点でそのペースとなることを見抜き、このまま後方に留まっては勝利できないと悟っていた。逃げるマイスタイルが前半の1000メートルを過去30年で最も遅い63.2秒で通過するという超スローペースを演出する中、馬群の後方外側で向こう正面に差し掛かったレイデオロは、不利な後方から逃れるために「まくり」を展開する。
後方10番手から外に持ち出して「まくり」先行集団に合流したレイデオロは、マイスタイルの背後も確保し、スローペースでも勝負できる位置まで進出していた。馬は加速減速の切り替えが難しいため、「まくり」は、減速できず引っ掛かってしまう可能性があった。引っ掛かれば終いまで持たず、大敗する危険も孕んでいたが、レイデオロは引っ掛かることなく追走することができていた。第3コーナーを2番手で通過し最終コーナーに差し掛かると、各馬が一斉に動き出してペースが上がり、直線では、各々がここまで溜めていた末脚の勝負となった。

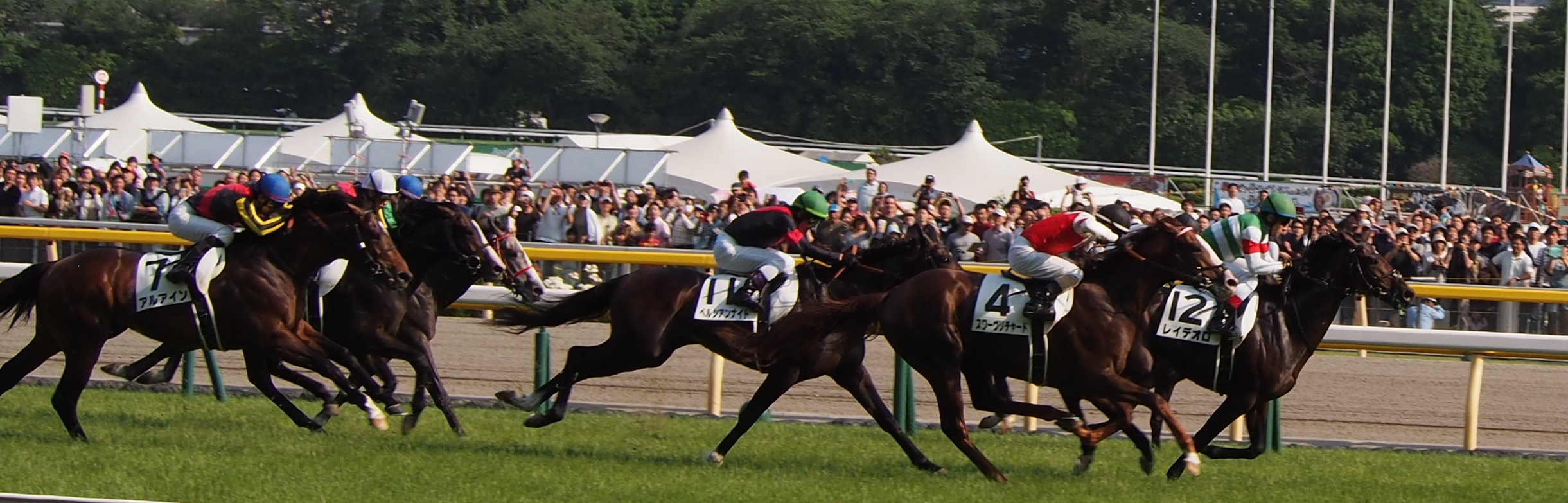
先頭に立ったレイデオロ（緑帽12番）にスワーヴリチャード（黒帽4番）が詰め寄る。ペルシアンナイト（緑帽11番）アルアイン（青帽7番）が遅れて追い上げる。

馬場の真ん中を2番手で進むレイデオロは、ペースに甘えて逃げ粘るマイスタイルに並びかけて、残り300メートルからルメールのステッキに反応して末脚を発揮した。背後には、好位から追い込むスワーヴリチャードがおり、接近を許して「まくり」のレイデオロは先頭を脅かされた。しかしルメールに促されるともう一伸びして先頭を守り切っていた。後方アドミラブルは大外に持ち出して追い込み、確かに鋭い末脚を披露していたが、レイデオロは既に挽回不能のリードを構築していた。

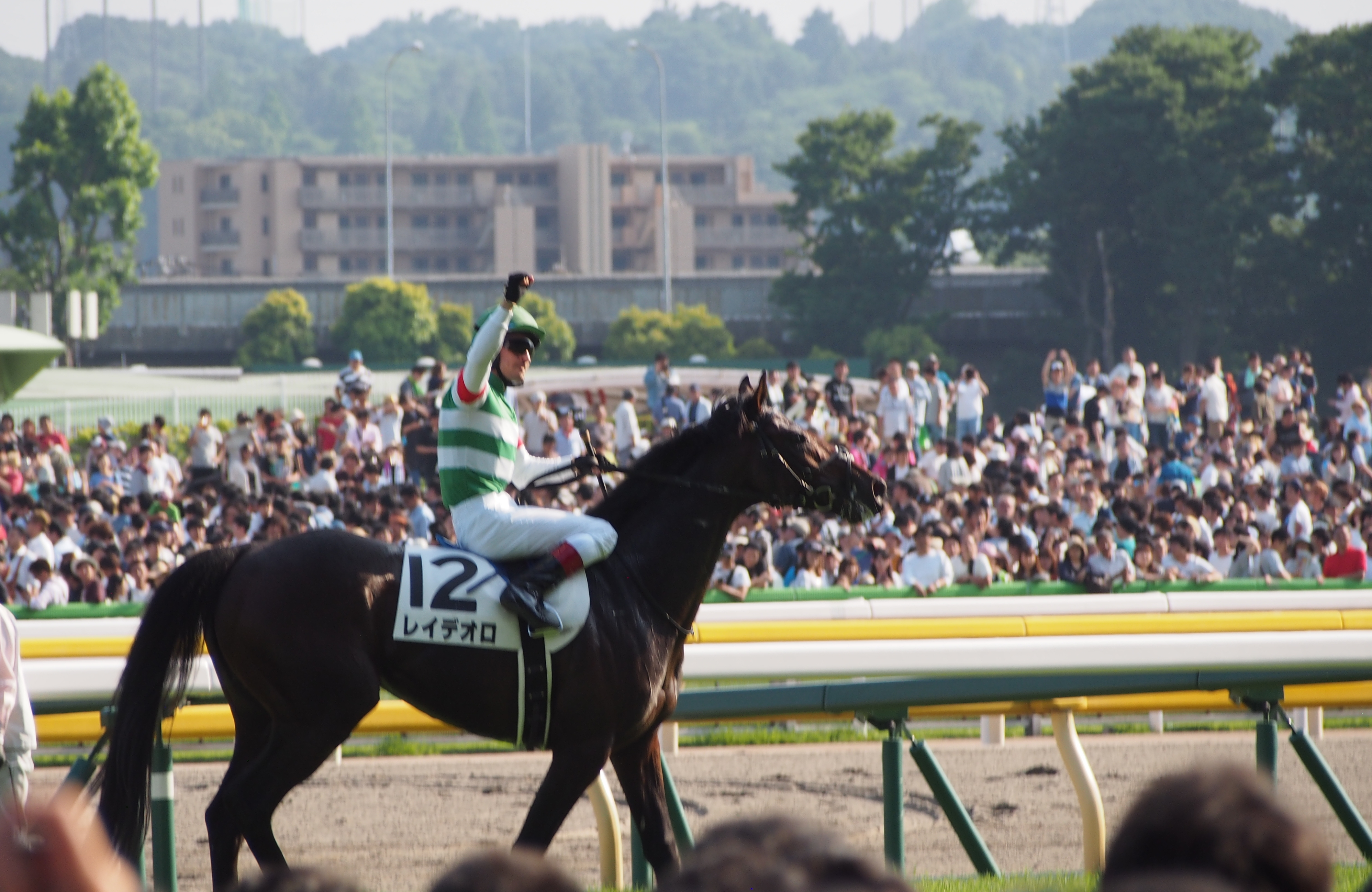
声援に応えるルメールとレイデオロ

スワーヴリチャードより4分の3馬身、アドミラブルより約2馬身先に決勝線到達を果たした。展開がスローペースだったため、良馬場開催にもかかわらず遅い決着となった。近20年の良馬場開催では、エイシンフラッシュが優勝した2010年に並んで最も遅い走破タイムだった。スローペースを見越して腹を括って「まくり」を敢行し、不利を覆したルメールの騎乗は、各所で「神騎乗」と称賛された。

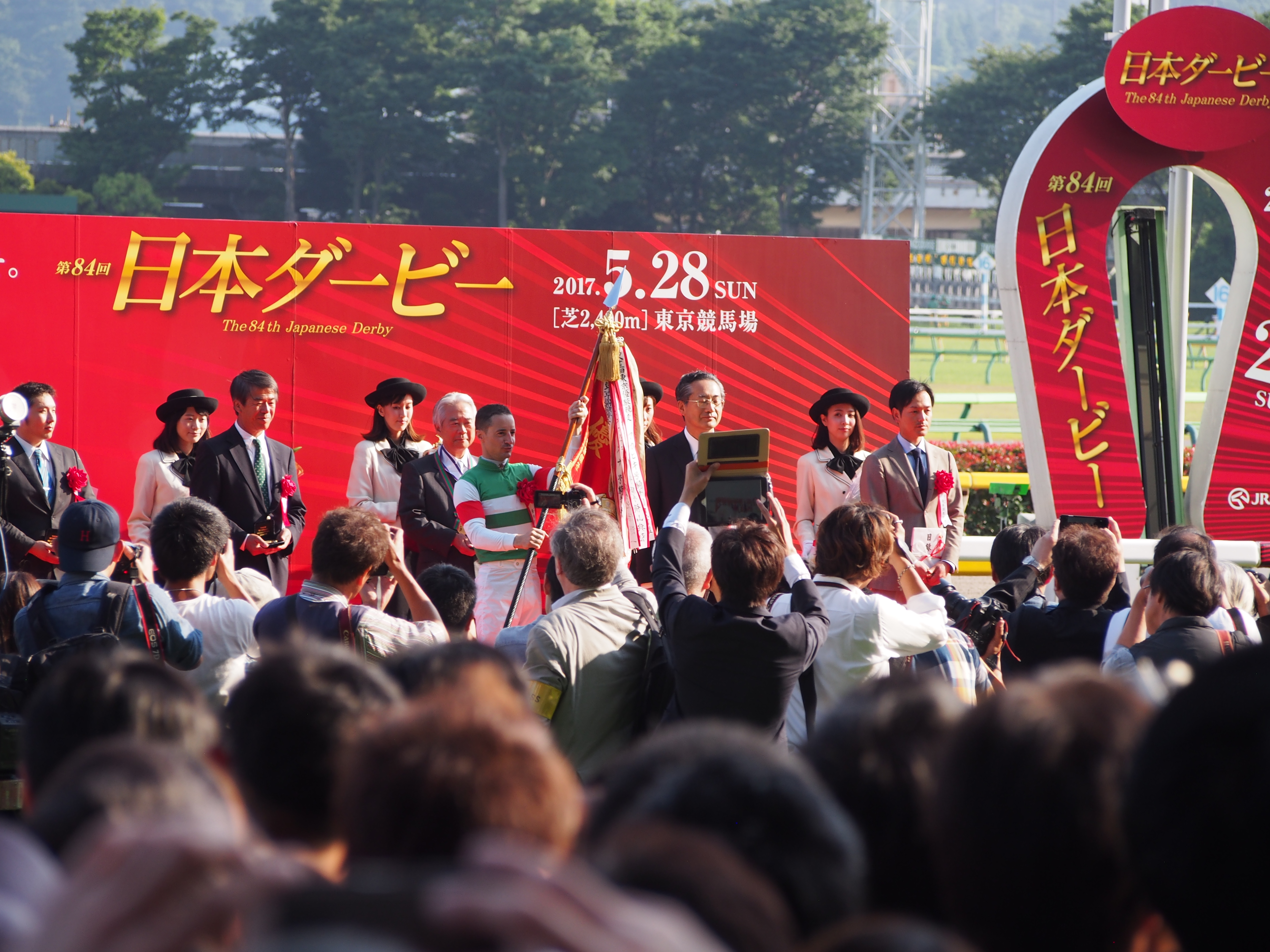
表彰式

皐月賞から巻き返してダービー戴冠を成し遂げた。1996年フサイチコンコルドに次ぎ2000年アグネスフライトなどと並ぶ、史上2番目に早いデビュー5戦目での優勝であり、また1985年シリウスシンボリ以来32年ぶり2頭目となる3歳2戦目での優勝だった。加えて1973年タケホープ以来44年ぶり15頭目となる5文字馬の優勝だった。さらに2004年キングカメハメハ以来となる馬番「12」の優勝であり、父仔が同じ馬番から優勝を果たしていた。キングカメハメハの親仔優勝は、前々年ドゥラメンテ以来であり、ミナミホマレ、ディープインパクトに続いて史上3頭目となる親仔制覇2勝を果たしていた。付け加えてノーザンファームは、前々年ドゥラメンテ、前年マカヒキに続く連覇で史上初めてとなるダービー3連覇していた。
そしてルメールと藤沢、それにキャロットファームは、ダービー初勝利を果たしていた。ルメールは、2002年の日本初騎乗から前々年・2015年の日本移籍とダービー初騎乗を経て、前年2016年、サトノダイヤモンドで挑みマカヒキにハナ差敗れる2着を乗り越え、3回目の騎乗で初めて日本ダービージョッキーとなった。それから藤沢は、厩舎開業30年目で19頭目の挑戦、2002年シンボリクリスエスや2003年ゼンノロブロイの2着を乗り越えてダービートレーナーとなり、キャロットファームは、1985年の馬主登録以来13頭目の挑戦、2013年エピファネイアの2着を乗り越えてダービーオーナーとなっていた。
| 年   | 年       | 優勝馬             | 騎手       | 調教師     |
| ---- | -------- | ------------------ | ---------- | ---------- |
| 1943 | 東京優駿 | クリフジ           | 前田長吉   | 尾形藤吉   |
| 1943 | 優駿牝馬 | クリフジ           | 前田長吉   | 尾形藤吉   |
| 1951 | 東京優駿 | トキノミノル       | 岩下密政   | 田中和一郎 |
| 1951 | 優駿牝馬 | キヨフジ           | 阿部正太郎 | 田中和一郎 |
| 1952 | 東京優駿 | スウヰイスー       | 八木沢勝美 | 松山吉三郎 |
| 1952 | 優駿牝馬 | クリノハナ         | 八木沢勝美 | 尾形藤吉   |
| 1973 | 優駿牝馬 | ナスノチグサ       | 嶋田功     | 稲葉幸夫   |
| 1973 | 東京優駿 | タケホープ         | 嶋田功     | 稲葉幸夫   |
| 1975 | 優駿牝馬 | テスコガビー       | 菅原泰夫   | 仲住芳雄   |
| 1975 | 東京優駿 | カブラヤオー       | 菅原泰夫   | 茂木為二郎 |
| 2004 | 優駿牝馬 | ダイワエルシエーロ | 福永祐一   | 松田国英   |
| 2004 | 東京優駿 | キングカメハメハ   | 安藤勝己   | 松田国英   |
| 2017 | 優駿牝馬 | ソウルスターリング | C.ルメール | 藤沢和雄   |
| 2017 | 東京優駿 | レイデオロ         | C.ルメール | 藤沢和雄   |

さらにルメールと藤沢は、優駿牝馬をソウルスターリングに続くクラシック連覇を果たしていた。ルメールは、1943年前田長吉、1952年八木沢勝美、1973年嶋田功、1975年菅原泰夫に続いて42年ぶり史上5人目となる同一騎手による同一年のオークス・ダービーダブル優勝。この2競走の2週連続優勝は、嶋田と菅原に続いて3人目だった。また藤沢は、1943年尾形藤吉、1951年田中和一郎、1973年稲葉幸夫、2004年松田国英に続いて13年ぶり史上5人目となる同一調教師による同一年のオークス・ダービーダブル優勝を成し遂げていた。総合して、1943年にクリフジで連覇した前田と尾形、1973年にナスノチグサとタケホープで連覇した嶋田と稲葉に続いて44年ぶり史上3例目となる同一騎手調教師による同一年のオークス・ダービーダブル優勝を果たしていた。
付け加えてルメールは、前々週のヴィクトリアマイルをアドマイヤリードで、前週のソウルスターリングに続く3週連続GI優勝となり、2001年11月から12月のオリビエ・ペリエ以来史上2人目となるJRAGI3週連続優勝を成し遂げている。さらにルメールは、日本移籍前の2009年、フランスダービーをルアーヴルで制しており、日仏ダービー優勝。おまけにこの年は、フランスオークスをスタセリタで制しているため、日仏で同一年にオークスとダービーダブル優勝を果たしていた。

#### ジャパンカップ
ダービー優勝後は、天栄に滞在して夏休みを過ごした。秋は、クラシック最終戦の菊花賞ではなく、ダービーと同じ東京の2400メートルで行われるGI、されど古馬や外国調教馬が相手となるジャパンカップが目標となった。始動には、菊花賞のトライアル競走であるセントライト記念や神戸新聞杯の選択肢となったが、このうち適性のある大回りコース、阪神競馬場の外回りで行われる神戸新聞杯が選ばれていた。内容次第では目標の前に菊花賞や天皇賞（秋）出走も視野に入っていた。
8月23日に帰厩し、9月24日の神戸新聞杯（GII）に臨む。関東所属のダービー優勝馬による神戸新聞杯参戦は珍しく、1976年クライムカイザー以来史上2頭目の例だった。キセキやサトノアーサー、ダンビュライトなどを相手に単勝オッズ2.2倍の1番人気という支持だった。スタートで後手を踏まずに先行し4番手の好位を確保、アダムバローズの刻むスローペースに順応して追走した。最終コーナーを3番手で迎え、直線では逃げるアダムバローズと先に抜け出すダンビュライトを目がけてスパート、まもなくかわして先頭を奪取し、後は独走となった。遅れて追い上げるキセキやサトノアーサーを寄せ付けず、終いは流してそれらに2馬身差をつけて決勝線に到達していた。

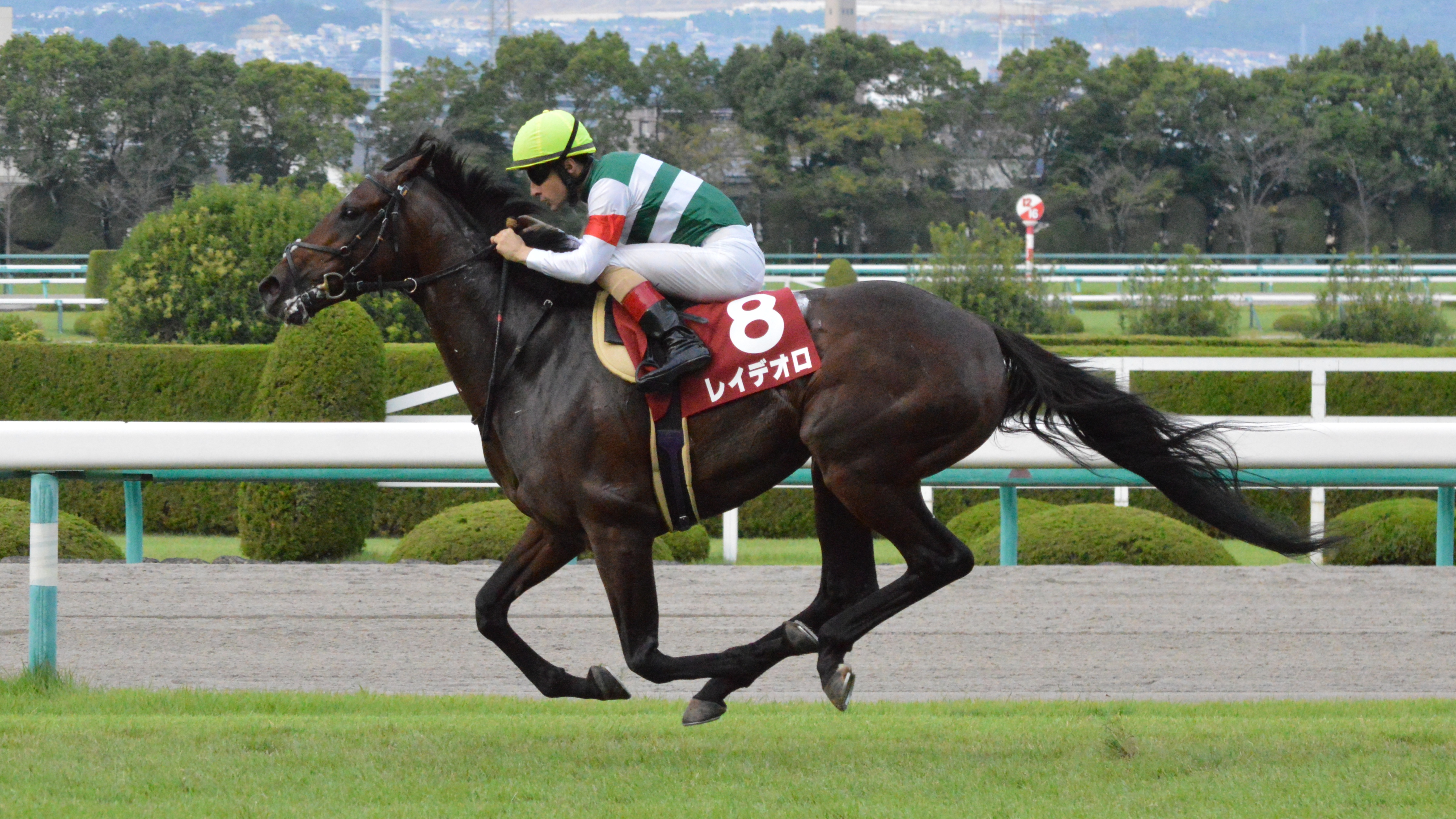
神戸新聞杯

重賞3勝目、父キングカメハメハは2004年に優勝しており、父仔制覇を成し遂げていた。1976年クライムカイザーは敗れており、関東所属のダービー優勝馬として史上初めて神戸新聞杯を優勝。そもそも関東馬は、グレード制導入以降3勝目、2002年シンボリクリスエス、2003年ゼンノロブロイに続く優勝であり、ダービー2着から後々成り上がった藤沢厩舎の先輩に続いたことになった。この勝利により、菊花賞の優先出走権を得たが、出走を見送り天栄滞在。初志貫徹してジャパンカップを目標とし、10月28日に帰厩した。

11月26日、ジャパンカップ（GI）に参戦。同期同厩舎のソウルスターリングとともに、古馬に挑んでいた。不良馬場の天皇賞（秋）でGI6勝目を挙げたキタサンブラックや、その天皇賞（秋）2着の宝塚記念優勝馬サトノクラウン、GI2着3着複数のシュヴァルグラン、先輩ダービー馬のマカヒキやワンアンドオンリーなどが立ちはだかった。そんな中でレイデオロは、単勝オッズ3.8倍に推された。2.1倍のキタサンブラックには劣ったものの、サトノクラウンやシュヴァルグランには勝る2番人気だった。

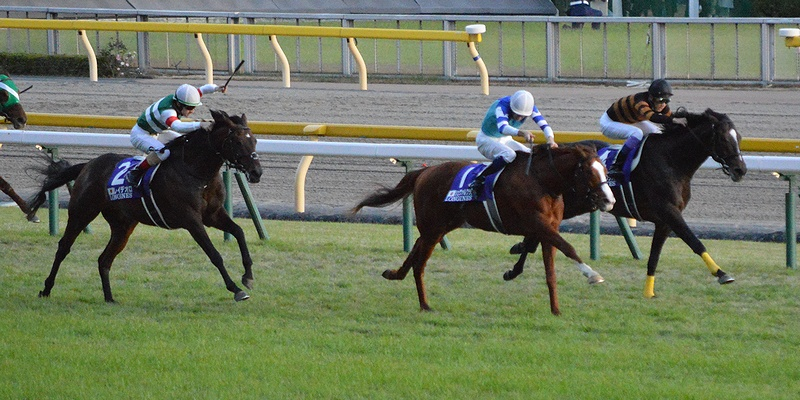
抜け出すシュヴァルグラン（白帽1番中央）と追いすがるレイデオロ（白帽2番左）、逃げ粘るキタサンブラック（黒帽4番右）

スタート直後に不利を受けて後手を踏み、中団後方に位置。キタサンブラックが逃げるペースを追走しながら、最終コーナーを7番手で通過していた。直線では、逃げるキタサンブラックが辺りの先行馬をすべて下し、独走状態を作り上げていた。一方のレイデオロは大外に持ち出してから追い上げを開始し、独走するキタサンブラックに詰め寄った。ところが時を同じくしてシュヴァルグランもキタサンブラックを目がけて追い上げていた。
独走するキタサンブラックと、詰め寄るシュヴァルグラン、レイデオロが3頭抜け出る展開となる中、最内枠から内側の好位を追走したシュヴァルグランの末脚が鋭かった。対して外に持ち出してから追い込んだレイデオロは、シュヴァルグランには及ばなかった。ゴール手前で逃げるキタサンブラックを捉えたが、シュヴァルグランが一足先に先頭を奪取していた。キタサンブラックにクビ差先着したが、シュヴァルグランに1馬身4分の1差敵わない2着だった。
ダービー優勝、ジャパンカップ2着となったこの年のJRA賞では、最優秀3歳牡馬部門にて全290票中289票を獲得。菊花賞優勝のキセキに1票奪われたが、ほとんど満票で選出された。

### 4歳（2018年）

#### 連敗
年をまたいで古馬となったレイデオロの春の目標は、3月のドバイワールドカップミーティング・ドバイシーマクラシックとなり、京都記念が始動戦となった。2月11日の京都記念（GII）では、ルメールが騎乗停止処分を受けたため、短期免許で参戦中の代打ダリオ・バルジューで臨み、単勝オッズ1.6倍の1番人気に推されていた。重馬場をスタートしたレイデオロは、出遅れて後方追走、スローペースとなって引っ掛かるなど、スムーズではなかった。途中で好位まで進出してしまい、3番手で直線に向いても余力がなかった。クリンチャーやアルアインにかわされ、追い込むモズカッチャンにも限りなく接近を許した。

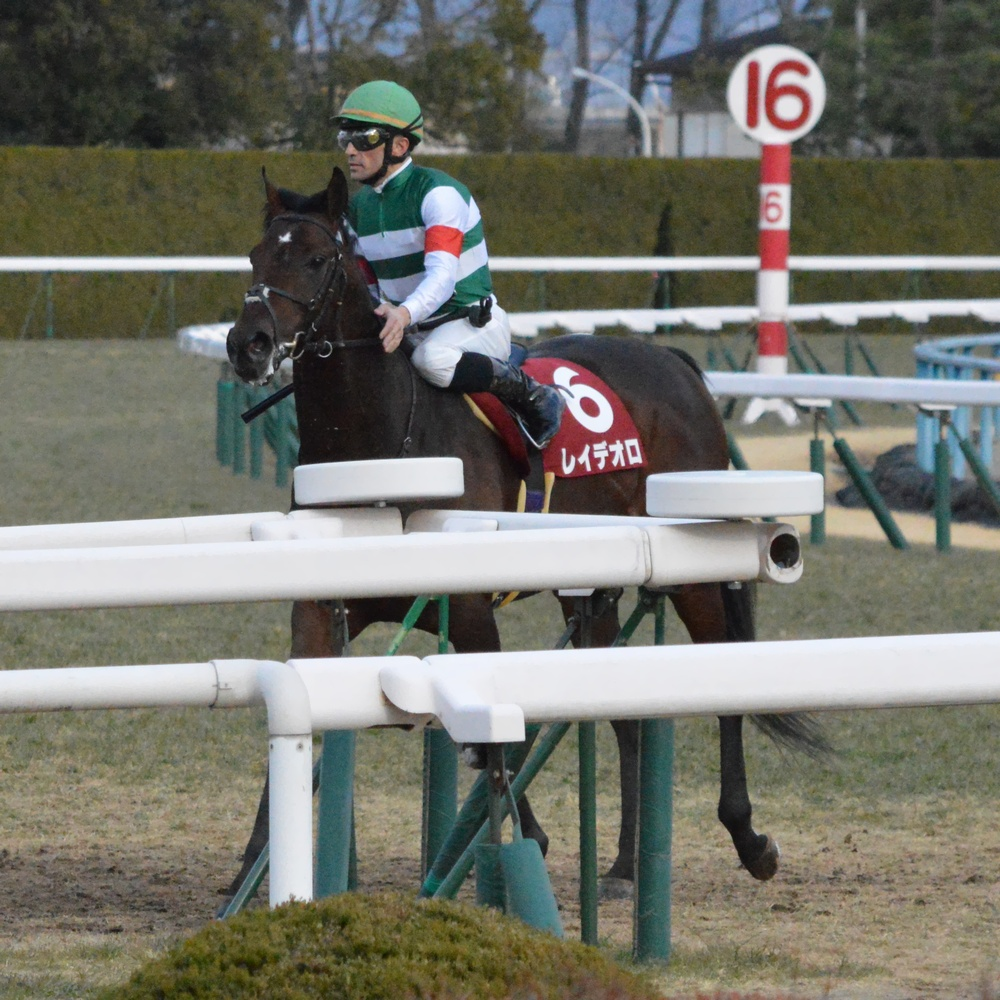
京都記念

盛り返すことはできず2頭に敗れたが、モズカッチャンにはハナ差先着。グレード制導入以後、史上初めてとなる4歳馬による京都記念ワンツースリーフォー決着の3着を担った。勝てば1948年の京都記念（春）優勝のマツミドリ以来70年ぶりとなるダービー優勝馬による京都記念優勝が懸かっていたが、叶わなかった。敗因はペースに折り合いを欠いただけであり、状態に問題はなく、単純に能力で敗れたわけではなかった。そのため目標通り、ドバイ遠征が実行された。
3月31日のドバイシーマクラシック（G1）には、ルメールが舞い戻って参戦した。前年の凱旋門賞2着のクロスオブスターズや、エクリプスステークス優勝のホークビル、さらにモズカッチャンやサトノクラウンといった日本勢とも戦う10頭立てとなる中、日本での発売において、クロスオブスターズに次ぐ2番人気に支持された。有力視されたが、当日のレイデオロはテンションが高かった。パドックで暴れ、発馬機内では隣の馬につられて暴れてしまっていた。そのような状態でスタートし、宥められながら後方を追走したが、逃げるアラブ首長国連邦のホークビルが刻んだスローペースに対応できなかった。道中は引っ掛かっての追走となって末脚を発揮できず、ホークビルに突き放されて逃げ切りを許した。さらに先行していたイギリスのポエッツワード、フランスのクロスオブスターズも捉えられない4着敗退、されど日本勢最先着だった。

#### 天皇賞（秋）
この後は帰国し、天栄で休養して夏休みとなった。夏の宝塚記念参戦という選択肢もあったが、遠征の疲労が抜けなかったために自重していた。8月22日に帰厩し、秋は天皇賞（秋）やジャパンカップが目標となった。その前哨戦としてオールカマーが選択された。9月23日のオールカマー（GII）では、同期のアルアインやダンビュライトとの再戦となった。同期3頭が単勝オッズ5倍以内で3番人気までを占める中、レイデオロは単勝オッズ2.0倍の1番人気だった。スタートから中団ないし後方を追走し、直線で末脚を発揮し追い上げた。外に持ち出さず、内を突いて進出し、先に抜け出していたアルアインに接近。ゴール寸前で並びかけて、クビ差差し切ったところが決勝線だった。
2011年アーネストリーに並ぶレコードタイムタイで約1年ぶりの勝利、重賞4勝目を挙げた。これまで1957年ハクチカラ、1994年ウイニングチケット、2016年ワンアンドオンリーが挑みながら叶わなかったダービー優勝馬によるオールカマー優勝を史上初めて成し遂げていた。さらに同日、阪神競馬場では神戸新聞杯が行われており、レイデオロの1歳年下のダービー馬ワグネリアンが優勝を果たしていた。すなわち史上初めてとなるダービー馬の同日重賞優勝を成し遂げられている。
続いて10月28日、天皇賞（秋）（GI）に参戦する。天皇賞（秋）とジャパンカップという二大目標から天皇賞（秋）出走を選択したのは、この2週間前にルメールが主戦を務める3歳牝馬アーモンドアイが秋華賞を優勝し、牝馬三冠を成し遂げていたことが影響していた。アーモンドアイの次なる目標は、古馬との初対決となるジャパンカップに定まっており、レイデオロはルメールを失う危険があった。それを避けたい陣営はジャパンカップを断念し、ルメールを確保して天皇賞（秋）に全力投球する形となった。オールカマーから中4週での参戦は、2歳時以来となる短い間隔だった。このローテーションは、気合の乗りが悪かったレイデオロを慮った藤沢がオーナーに提案していた。

先輩ダービー馬マカヒキ、後輩ダービー馬ワグネリアンとの三世代ダービー馬対決が予定されていたが、ワグネリアンが出走を見送ったため実現しなかった。そのほかダノンプレミアムなどの回避もあったが、年上のマカヒキや宝塚記念優勝馬のミッキーロケットとGI級2勝のヴィブロス、同期のスワーヴリチャードやアルアイン、キセキが顔を合わせGI優勝馬7頭による競演が実現していた。参戦にあたって追い切りを消化していたレイデオロだったが、1週間前の追い切りの最中にぬかるんだ馬場に脚を取られて歩様を乱し、調教を中止するアクシデントに見舞われていた。中止した直後に診てもらったが異常はなく、改めて追い切りが行われて参戦を果たしていた。当日は12頭立てとなる中、大阪杯優勝のスワーヴリチャードに次ぐ2番人気、単勝オッズ3.1倍という支持だった。
キセキが逃げてスワーヴリチャードが出遅れる形となる中、中団の前方を折り合いをつけて追走していた。傍らにサングレーザーがおり、マークされる形となった。キセキが緩みのない平均ないしハイペースで先導し、先頭を守ったまま直線を迎えていた。5番手のレイデオロは、傍らのサングレーザーとともに追い上げて、逃げるキセキや先行するアルアイン、ヴィブロスなどに接近した。

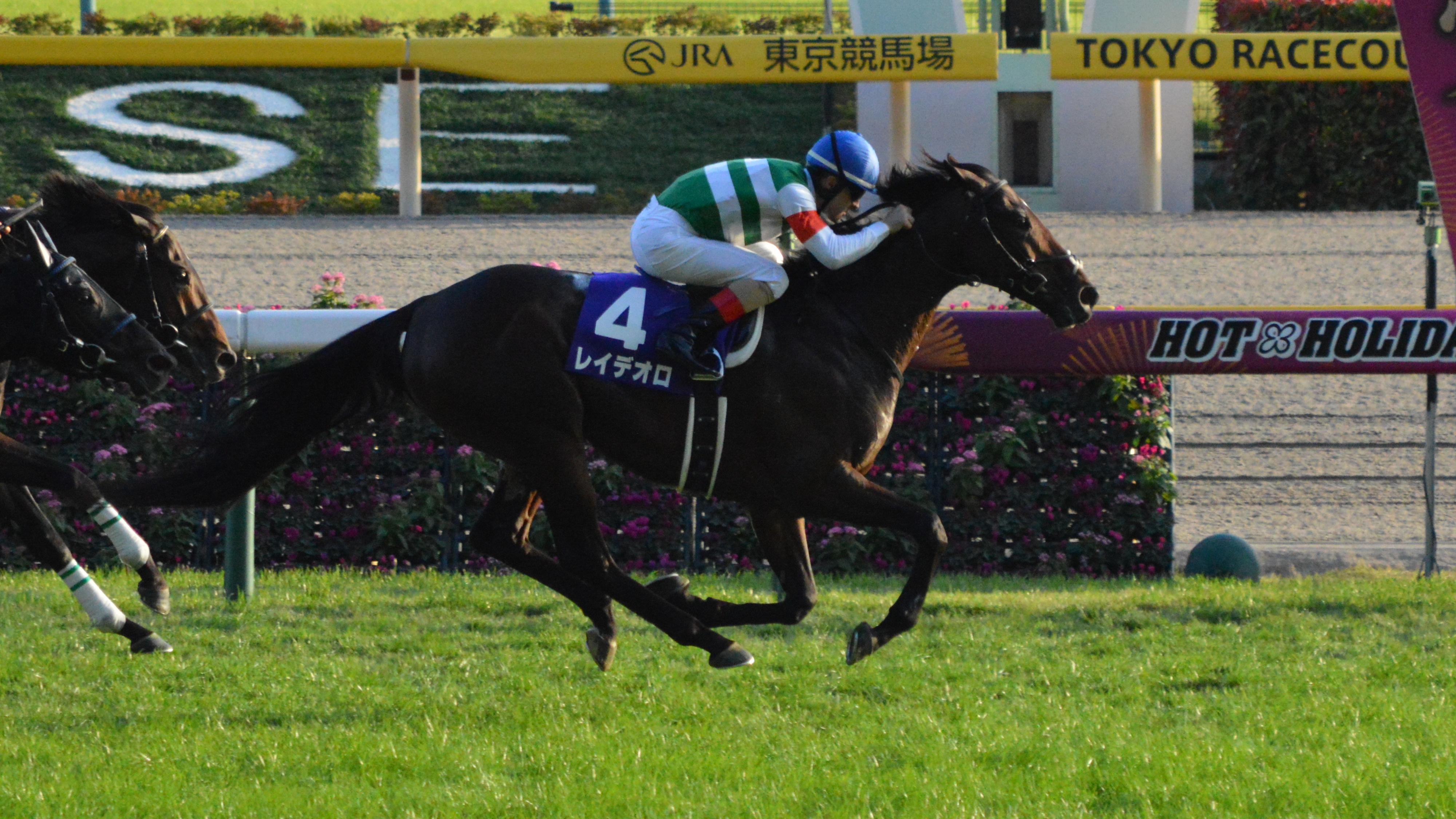
天皇賞（秋）

末脚を発揮したレイデオロは、先行勢を捉えたうえに、逃げ粘って残り200メートルまで先頭を守るキセキに詰め寄り、残り100メートルで差し切っていた。ゴール寸前では苦しくなったがルメールのステッキに応えていた。外からサングレーザーが遅れて追い上げてきたが、寄せ付けず1馬身4分の1差をつけて決勝線を迎えていた。

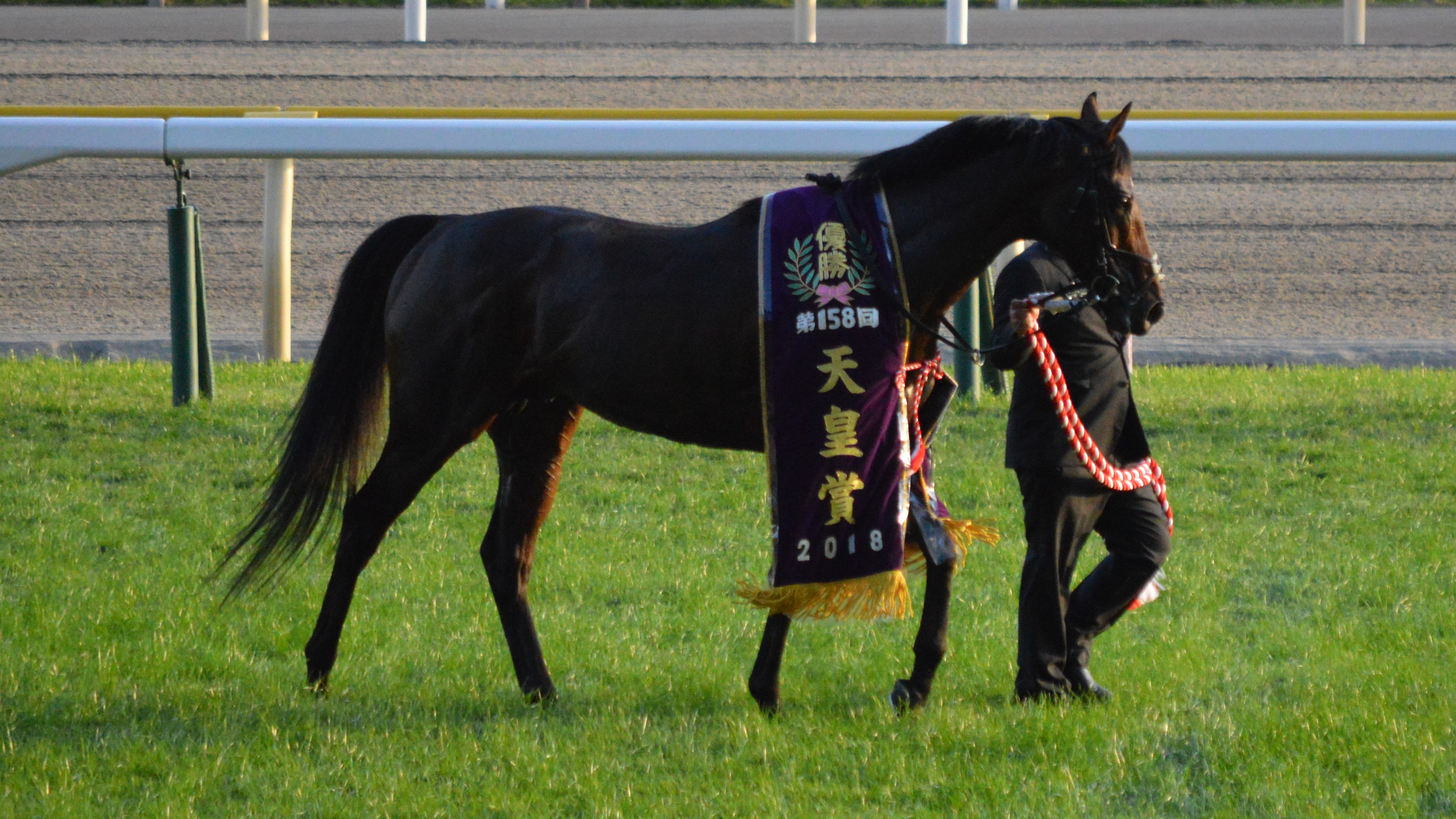
優勝レイ

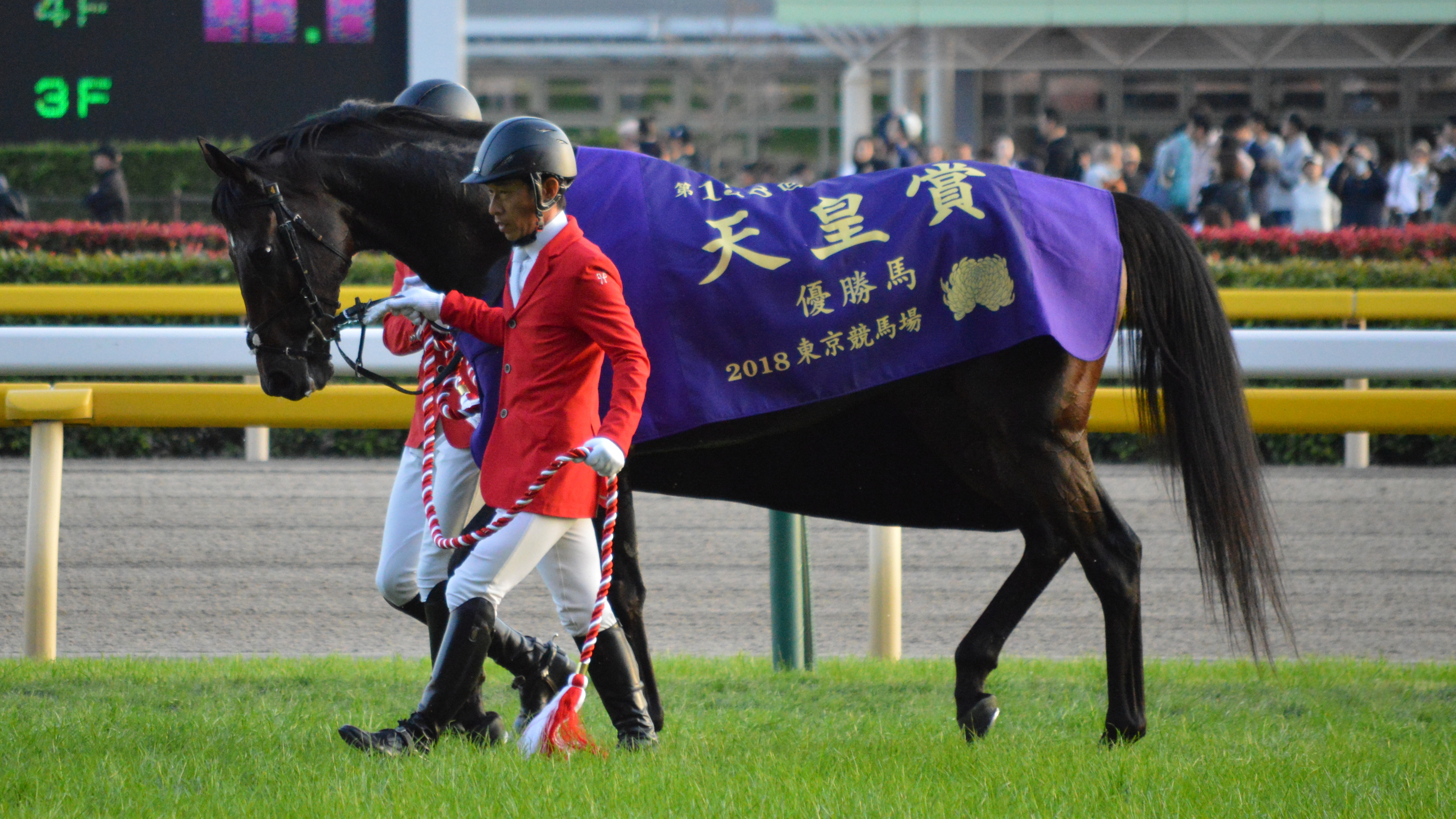
優勝馬服

天皇賞戴冠、GI2勝目を成し遂げた。グレード制導入後、1984年ミスターシービー、1999年スペシャルウィーク、2007年メイショウサムソン、2008年ウオッカ、2012年エイシンフラッシュに次いで史上6頭目となるダービー優勝馬による天皇賞（秋）優勝、さらに史上初めてオールカマーからの連勝を果たしていた。また藤沢は、1996年バブルガムフェロー、2002年から連覇のシンボリクリスエス、2004年ゼンノロブロイ、2014年スピルバーグに続く天皇賞（秋）優勝であり、最多勝の尾形藤吉に迫る天皇賞（秋）6勝目を挙げていた。さらにルメールは天皇賞初戴冠、前々週の秋華賞をアーモンドアイで、前週の菊花賞をフィエールマンで優勝しており3週連続JRAGI優勝を果たしていた。

#### 有馬記念
天皇賞（秋）の後は、暮れの有馬記念（GI）に参戦した。ファン投票では11万票を集めて1位に推されていた。出走を見送ったジャパンカップは、ルメールとアーモンドアイが優勝。アーモンドアイはその後放牧となって有馬記念には参戦せず、レイデオロとルメールのコンビは、継続となった。キセキやモズカッチャン、クリンチャーなどの同期、サトノダイヤモンドやミッキーロケット、シュヴァルグラン、そして障害馬オジュウチョウサンなどの年上、菊花賞4着のブラストワンピースという3歳馬と対決する16頭立てとなる中、単勝オッズ2.2倍の1番人気となる。ただ雨中での決戦となった。
中団追走から逃げるキセキに外から接近。直線で末脚を発揮して進出しキセキを捉えたが、同じく中団から追い込んだブラストワンピースが先に抜け出して先頭を奪取していた。レイデオロは、ブラストワンピースに外から詰め寄り、ゴール寸前で並びかけたが、道悪巧者のハービンジャー産駒ブラストワンピースに粘られて、差し切ることができなかった。クビ差及ばず2着だった。
オールカマーと天皇賞（秋）を優勝、それに有馬記念で2着となったこの年のJRA賞では、最優秀4歳以上牡馬部門で全276票中212票を獲得。次点のファインニードルを45票に沈めるなど約77パーセントの得票で選出され、2年連続のJRA賞受賞を果たした。

### 5歳（2019年）

#### 連敗、引退
年をまたいで5歳の春は、再びドバイを目指した。京都記念を経た前年とは異なり直行で遠征し、3月30日のドバイシーマクラシックで2年連続出走となり、日本の馬券発売では1番人気だった。ただレイデオロは、テンションが高かった。スタートから誰も主張せずに落ち着いたペースに耐えきれず、引っ掛かった。そして押し出されるようにハナまで進出し逃げる形に嵌った。先頭を守って最終コーナーを通過したものの、余力なく後退。優勝したアラブ首長国連邦のオールドペルシアンに大きく後れを取り、さらに同じ日本勢のシュヴァルグランやスワーヴリチャードにも先着を許す8頭立て6着に敗れた。
帰国後は休養を挟んで夏、6月23日の宝塚記念（GI）に参戦。半数がGI優勝馬という12頭立てに与して、キセキに次ぐ2番人気に支持されて挑んでいた。スタートから中団の内側を追走して追い上げたが、末脚を繰り出せなかった。馬場の悪い内側を通り、馬群に揉まれて失速し5着。同じキャロットファーム所有のリスグラシューに優勝を許した。

夏休みを経て秋は、天皇賞（秋）とジャパンカップ、有馬記念の3競走から2競走に出走することを目指し、前年と同様にオールカマーで始動となった。当日の9月22日は阪神で神戸新聞杯があり、皐月賞優勝馬で同じキャロットファーム所有のサートゥルナーリアの主戦騎手ルメールはそちらを優先。代打福永祐一を迎えて1番人気で出走したが、終始動きが鈍く4着に敗退した。
天皇賞（秋）へ参戦せずルメールとアーモンドアイの優勝を見届け、続いて11月24日のジャパンカップに参戦。アーモンドアイとの対決の可能性があったために陣営は、ルメールに代わって新たに短期免許で参戦中のウィリアム・ビュイックを迎えた。結局アーモンドアイは、ジャパンカップではなく香港を選んで対決は実現せず、ルメールの重複もなかったがビュイックと参戦。1番人気だったが重馬場に脚を取られて末脚使えず、人気を裏切る11着だった。

直後に年内引退が発表され、暮れの有馬記念が引退レースとなった。アクシデントで香港遠征を断念したアーモンドアイとルメールとの対決が実現し、再びビュイックを起用して挑む予定だった。しかし直前でビュイックに騎乗停止処分が下って騎乗不能となり、代わって三浦皇成と挑むことになった。断ち切れない連敗、不振は集中して走ることができないなど精神面が障壁になっていた。そこで陣営は、初めてブリンカーを着用させて臨ませ一変を試みていた。ルメールとアーモンドアイが単勝オッズ1倍台の支持を集める一方で、35.8倍の9番人気だった。それでもパドックには、メンバー中最多となる7枚の横断幕が掲げられていた。
スタートで出遅れ、ブリンカーをつけても進まず後方追走となったが、先行勢が揃って伸びあぐねるハイペースに乗じて進出が7着敗退となった。12月25日付で日本中央競馬会の競走馬登録を抹消し、競走馬を引退した。

## 種牡馬時代
| 種付年度 | 種付頭数 | 血統登録頭数 | 種付料  |
| -------- | -------- | ------------ | ------- |
| 2020年   | 196      | 129          | 600万円 |
| 2021年   | 170      | 111          | 600万円 |
| 2022年   | 174      | 117          | 700万円 |
| 2023年   | 149      | 99           | 700万円 |
| 2024年   | 39       |              | 500万円 |
| 2025年   |          |              | 250万円 |

競走馬引退後は、北海道安平町の社台スタリオンステーションで種牡馬となった。日本で大流行の種牡馬サンデーサイレンスの血を持っていないダービー優勝馬であり、優秀なウインドインハーヘアの牝系を受け継ぎ、キングカメハメハの後継種牡馬という血統的背景から、種牡馬として活躍が期待されている。初年度の種付け料は600万円に設定されながらすぐに売り切れ、満口となり196頭と交配、128頭の血統登録された産駒を得た。その後も2022年に種付け料が700万円まで増額され、同年まで170頭以上の牝馬と交配を続けた。2023年にデビューする予定の初年度産駒に対する馬産地の期待は高く、セレクトセールでは評判馬の指定席トップバッター、そして大トリを担うなど15頭が上場され、1億円越え5頭などすべて落札がなされた。
産駒は、2023年6月11日にデビュー。同年7月23日に中京競馬場で行われたメイクデビュー中京（2歳新馬）において、マテンロウゴールド（牡、中内田充正厩舎）が産駒の初勝利を収めた。NAR（地方競馬）では、2024年5月12日に盛岡競馬場で行われた3歳C1二組において、ピックアンドロールが産駒の初勝利を収めた。
初年度2023年の2歳種牡馬ランキングは、全種牡馬の中で3番目に産駒数が多かったが20位に終わった。新種牡馬ランキングでは、産駒数が最も多かったが5位だった。
種牡馬としての傾向は極端なまでのコルトサイアー（活躍馬が牡馬に偏るタイプの種牡馬）で、2024年7月20日時点で牡馬および騸馬が39勝を挙げているのに対し、牝馬は3勝にとどまった。父のキングカメハメハ同様、牝馬に出ると筋骨隆々な筋肉が硬くなり過ぎて競走に支障を及ぼしてしまうこと、また体のサイズが総じて小さい傾向にあることなどが原因として挙げられている。重賞での成績は振るわず、初年度産駒は2歳重賞の出走自体がゼロ、3歳に入ってからは出走数は少しずつ増えていったものの、シーズン終了時点で勝利どころか2着も無いという結果に終わった。産駒の成績不振により、2024年の種付け数は前年から100頭以上マイナスの39頭に激減した。
2025年3月23日、初年度産駒のサンライズアースが阪神大賞典を制し、ようやくの産駒重賞初優勝を達成した。

## 競走成績
以下の内容は、netkeiba.com並びにJBISサーチの情報に基づく。
| 競走日     | 競馬場   | 競走名        | 格      | 距離 （馬場） | 頭 数 | 枠 番 | 馬 番 | オッズ （人気） | 着順 | タイム （上り3F） | 着差 | 騎手         | 斤量 [kg] | 1着馬 （2着馬）      | 馬体重 [kg] |
| ---------- | -------- | ------------- | ------- | ------------- | ----- | ----- | ----- | --------------- | ---- | ----------------- | ---- | ------------ | --------- | -------------------- | ----------- |
| 2016.10.09 | 東京     | 2歳新馬       |         | 芝2000m（重） | 16    | 1     | 1     | 001.70（1人）   | 01着 | 2:04.3（34.6）    | -0.2 | C.ルメール   | 55        | (ポールヴァンドル)   | 476         |
| 0000.12.03 | 中山     | 葉牡丹賞      | 500万下 | 芝2000m（良） | 12    | 8     | 11    | 001.70（1人）   | 01着 | 2:01.0（34.7）    | -0.2 | C.ルメール   | 55        | (コマノインパルス)   | 476         |
| 0000.12.25 | 中山     | ホープフルS   | GII     | 芝2000m（良） | 14    | 2     | 2     | 001.50（1人）   | 01着 | 2:01.3（35.7）    | -0.2 | C.ルメール   | 55        | (マイネルスフェーン) | 476         |
| 2017.04.16 | 中山     | 皐月賞        | GI      | 芝2000m（良） | 18    | 3     | 5     | 010.40（5人）   | 05着 | 1:58.2（34.0）    | -0.4 | C.ルメール   | 57        | アルアイン           | 484         |
| 0000.05.28 | 東京     | 東京優駿      | GI      | 芝2400m（良） | 18    | 6     | 12    | 005.30（2人）   | 01着 | 2:26.9（33.8）    | -0.2 | C.ルメール   | 57        | (スワーヴリチャード) | 480         |
| 0000.09.24 | 阪神     | 神戸新聞杯    | GII     | 芝2400m（良） | 14    | 5     | 8     | 002.20（1人）   | 01着 | 2:24.6（34.1）    | -0.3 | C.ルメール   | 56        | (キセキ)             | 476         |
| 0000.11.26 | 東京     | ジャパンC     | GI      | 芝2400m（良） | 17    | 1     | 2     | 003.80（2人）   | 02着 | 2:23.9（34.6）    | -0.2 | C.ルメール   | 55        | シュヴァルグラン     | 484         |
| 2018.02.11 | 京都     | 京都記念      | GII     | 芝2200m（重） | 10    | 6     | 6     | 001.60（1人）   | 03着 | 2:16.5（36.4）    | -0.2 | D.バルジュー | 57        | クリンチャー         | 488         |
| 0000.03.31 | メイダン | ドバイシーマC | GI      | 芝2410m（良） | 10    | 3     | 3     |                 | 04着 |                   |      | C.ルメール   | 56.5      | Hawkbill             | 計不        |
| 0000.09.23 | 中山     | オールカマー  | GII     | 芝2200m（良） | 12    | 4     | 4     | 002.00（1人）   | 01着 | 2:11.2（34.3）    | -0.0 | C.ルメール   | 57        | (アルアイン)         | 484         |
| 0000.10.28 | 東京     | 天皇賞（秋）  | GI      | 芝2000m（良） | 12    | 4     | 4     | 003.10（2人）   | 01着 | 1:56.8（33.6）    | -0.2 | C.ルメール   | 58        | (サングレーザー)     | 482         |
| 0000.12.23 | 中山     | 有馬記念      | GI      | 芝2500m（稍） | 16    | 6     | 12    | 002.20（1人）   | 02着 | 2:32.2（35.4）    | -0.0 | C.ルメール   | 57        | ブラストワンピース   | 488         |
| 2019.03.30 | メイダン | ドバイシーマC | GI      | 芝2410m（良） | 8     | 6     | 6     |                 | 06着 |                   |      | C.ルメール   | 57        | Old Persian          | 計不        |
| 0000.06.23 | 阪神     | 宝塚記念      | GI      | 芝2200m（良） | 12    | 2     | 2     | 003.90（2人）   | 05着 | 2:12.1（36.0）    | -1.3 | C.ルメール   | 58        | リスグラシュー       | 482         |
| 0000.09.22 | 中山     | オールカマー  | GII     | 芝2200m（良） | 10    | 7     | 8     | 002.20（1人）   | 04着 | 2:12.4（33.9）    | -0.4 | 福永祐一     | 58        | スティッフェリオ     | 482         |
| 0000.11.24 | 東京     | ジャパンC     | GI      | 芝2400m（重） | 15    | 5     | 8     | 004.20（1人）   | 11着 | 2:28.1（38.4）    | -2.2 | W.ビュイック | 57        | スワーヴリチャード   | 486         |
| 0000.12.22 | 中山     | 有馬記念      | GI      | 芝2500m（良） | 16    | 4     | 8     | 035.80（9人）   | 07着 | 2:32.1（36.0）    | -1.6 | 三浦皇成     | 57        | リスグラシュー       | 494         |

## 種牡馬成績
以下の内容は、JBISサーチとnetkeibaの情報に基づく。

### 年度別成績
| 年   | 中央 | 中央 | 中央 | 中央 | 中央 | 中央 | 中央          | 地方 | 地方 | 地方 | 地方 | 地方 | 地方 | 地方       | 総合 順位 |
| 年   | 出走 | 出走 | 勝利 | 勝利 | 順位 | AEI  | 収得賞金      | 出走 | 出走 | 勝利 | 勝利 | 順位 | AEI  | 収得賞金   | 総合 順位 |
| 年   | 頭数 | 回数 | 頭数 | 回数 | 順位 | AEI  | 収得賞金      | 頭数 | 回数 | 頭数 | 回数 | 順位 | AEI  | 収得賞金   | 総合 順位 |
| ---- | ---- | ---- | ---- | ---- | ---- | ---- | ------------- | ---- | ---- | ---- | ---- | ---- | ---- | ---------- | --------- |
| 2023 | 66   | 141  | 13   | 14   | 87   | 0.39 | 1億7070.3万円 | 3    | 12   | 0    | 0    | 494  | 0.02 | 11.1万円   | 118       |
| 2024 | 168  | 576  | 38   | 50   | 26   | 0.70 | 7億8213万円   | 53   | 349  | 26   | 40   | 141  | 0.45 | 5028.7万円 | 38        |

- 情報は、2024年12月31現在

### 主な産駒
グレード制重賞優勝産駒
- 2021年産
  - サンライズアース（2025年阪神大賞典）
  - トロヴァトーレ（2025年ダービー卿チャレンジトロフィー）
  - アドマイヤテラ（2025年目黒記念）
- 2022年産
  - エキサイトバイオ（2025年ラジオNIKKEI賞）

#### 地方制重賞優勝産駒
- 2022年産
  - リュウノナポレオン（2025年ウイナーカップ）

## 血統
| レイデオロの血統              | レイデオロの血統                                | レイデオロの血統                                | （血統表の出典）                                | （血統表の出典）  |
| 父系                          | ミスタープロスペクター系                        | ミスタープロスペクター系                        | ミスタープロスペクター系                        | [ § 2 ]           |
| 父 キングカメハメハ 2001 鹿毛 | 父の父Kingmambo 1990 鹿毛                       | Mr.Prospector                                   | Raise a Native                                  | Raise a Native    |
| 父 キングカメハメハ 2001 鹿毛 | 父の父Kingmambo 1990 鹿毛                       | Mr.Prospector                                   | Gold Digger                                     |                   |
| 父 キングカメハメハ 2001 鹿毛 | 父の父Kingmambo 1990 鹿毛                       | Miesque                                         | Nureyev                                         | Nureyev           |
| 父 キングカメハメハ 2001 鹿毛 | 父の父Kingmambo 1990 鹿毛                       | Miesque                                         | Pasadoble                                       |                   |
| 父 キングカメハメハ 2001 鹿毛 | 父の母*マンファス Manfath 1991 黒鹿毛           | *ラストタイクーン                               | *トライマイベスト                               | *トライマイベスト |
| 父 キングカメハメハ 2001 鹿毛 | 父の母*マンファス Manfath 1991 黒鹿毛           | *ラストタイクーン                               | Mill Princess                                   |                   |
| 父 キングカメハメハ 2001 鹿毛 | 父の母*マンファス Manfath 1991 黒鹿毛           | Pilot Bird                                      | Blakeney                                        | Blakeney          |
| 父 キングカメハメハ 2001 鹿毛 | 父の母*マンファス Manfath 1991 黒鹿毛           | Pilot Bird                                      | The Dancer                                      |                   |
| 母 ラドラーダ 2006 青鹿毛     | 母の父*シンボリクリスエス 1999 黒鹿毛           | Kris S.                                         | Roberto                                         | Roberto           |
| 母 ラドラーダ 2006 青鹿毛     | 母の父*シンボリクリスエス 1999 黒鹿毛           | Kris S.                                         | Sharp Queen                                     |                   |
| 母 ラドラーダ 2006 青鹿毛     | 母の父*シンボリクリスエス 1999 黒鹿毛           | Tee Kay                                         | Gold Meridian                                   | Gold Meridian     |
| 母 ラドラーダ 2006 青鹿毛     | 母の父*シンボリクリスエス 1999 黒鹿毛           | Tee Kay                                         | Tri Argo                                        |                   |
| 母 ラドラーダ 2006 青鹿毛     | 母の母*レディブロンド 1998 鹿毛                 | Seeking the Gold                                | Mr. Prospector                                  | Mr. Prospector    |
| 母 ラドラーダ 2006 青鹿毛     | 母の母*レディブロンド 1998 鹿毛                 | Seeking the Gold                                | Con Game                                        |                   |
| 母 ラドラーダ 2006 青鹿毛     | 母の母*レディブロンド 1998 鹿毛                 | *ウインドインハーヘア                           | Alzao                                           | Alzao             |
| 母 ラドラーダ 2006 青鹿毛     | 母の母*レディブロンド 1998 鹿毛                 | *ウインドインハーヘア                           | Burghclere                                      |                   |
| 母系(F-No.)                   | (FN:2-f)                                        | (FN:2-f)                                        | (FN:2-f)                                        | [ § 3 ]           |
| 5代内の近親交配               | Mr. Prospector 3×4、Northern Dancer 5･5（父内） | Mr. Prospector 3×4、Northern Dancer 5･5（父内） | Mr. Prospector 3×4、Northern Dancer 5･5（父内） | [ § 4 ]           |
| 出典                          | 1. 2. 3. 4.                                     | 1. 2. 3. 4.                                     | 1. 2. 3. 4.                                     | 1. 2. 3. 4.       |